# خانه رسولی‌ها
خانه رسولی‌ها مربوط به دوره قاجار است و در شهرستان خاتم، بخش مرکزی، دهستان فتح‌آباد، روستای فتح‌آباد واقع شده و این اثر در تاریخ ۱۲ دی ۱۳۸۶ با شمارهٔ ثبت ۲۰۴۷۱ به‌عنوان یکی از آثار ملی ایران به ثبت رسیده است.